# Kicking Mule Records
Kicking Mule Records fue una compañía discográfica independiente estadounidense, fundada en Berkeley, California en 1971 por el guitarrista Stefan Grossman y Eugene "ED" Denson, antiguos propietarios de Takoma Records. 

## Historia
Durante los años 70, la compañía  popularizó la técnica del  fingerpicking, con grabaciones de versiones de Scott Joplin, éxitos de los Beatles, melodías de big band y de Turlough Carolan. También publicó discos similares con banyo.
En los 80, Grossman abandonó la compañía y Denson diversificó la producción, pubicando numerosos discos de Dulcémele de los Apalaches, así como material de Charlie Musselwhite y Michael Bloomfield. A comienzos de los 90, Fantasy Records compró Takoma y Kicking Mule a Denson  y comenzó a publicar una selección de LP en formato CD. En 2004, todos los sellos asociados a Fantasy fueron adquiridos por Concord Records que fue renombrado desde entonces Concord Music Group.
Algunas grabaciones realizadas para Kicking Mule fueron guardadas por Grossman y publicadas posteriormente por Shanachie Records. Aunque la mayoría de las grabaciones de Kicking Mule fueron reeditadas en CD, algunas no se volvieron a reeditar y son actualmente muy apreciadas por los coleccionistas.
Kicking Mule es desde principios de la década del 2000 maneada por Ace Records.